# Allianz Suisse Open Gstaad 2008
L'Allianz Suisse Open Gstaad 2008 è stato un torneo di tennis giocato sulla terra rossa.
È stata la 94ª edizione dell'Allianz Suisse Open Gstaad, che fa parte della categoria International Series nell'ambito dell'ATP Tour 2008.
Si è giocato al Roy Emerson Arena di Gstaad in Svizzera, dal 7 al 13 luglio 2008.

## Campioni

### Singolare
Victor Hănescu ha battuto in finale  Igor' Andreev, 6–3, 6–4.

### Doppio
Jaroslav Levinský /  Filip Polášek hanno battuto in finale  Stéphane Bohli /  Stan Wawrinka, 3–6, 6–2, [11–9].